# Ueda (metropolitana di Nagoya)
Ueda (植田駅?, Ueda-eki) è una stazione della metropolitana di Nagoya situata nel quartiere di Tempaku-ku, a Nagoya, in Giappone, ed è servita dalla linea Tsurumai.

## Linee
Metropolitana di Nagoya
 Linea Tsurumai

## Struttura
La stazione, sotterranea, possiede due marciapiedi laterali con due binari passanti.
| 1 | Linea Tsurumai | per Akaike e Toyotashi           |
| 2 | Linea Tsurumai | per Fushimi, Kami-Otai e Inuyama |

## Stazioni adiacenti
| «              | Servizio       | »              |
| Linea Tsurumai | Linea Tsurumai | Linea Tsurumai |
| -------------- | -------------- | -------------- |
| Shiogama-guchi | -              | Hara           |